# مبادئ علم النفس (كتاب)
مبادئ علم النفس (بالإنجليزية:  The Principles of Psychology)‏ هو كتاب عن علم النفس صدر عام 1890م من تأليف ويليام جيمس، الفيلسوف الأمريكي وعالم النفس الذي تدرب على أن يصبح طبيبا قبل الذهاب إلى علم النفس. يتناول جيمس في الكتاب أربع مبادئ وهي: تيار الوعي (استعارة جيمس النفسية الأكثر شهرة)؛ العاطفة (المعروفة لاحقا باسم نظرية جيمس لانج)؛ عادة (تتشكل العادات البشرية باستمرار لتحقيق نتائج معينة ) الإرادة(من خلال تجارب جيمس الشخصية في الحياة).

## روابط خارجية
- مبادئ علم النفس على موقع الموسوعة البريطانية (الإنجليزية)

- The entire text
- The Principles of Psychology, vol. 1 – digitized copy
- The Principles of Psychology, vol. 2 – digitized copy
- Psychology : briefer course – Digitized copy of James' abridgment of Principles